# Finale Coppa Italia 2009
De finale van de Coppa Italia van het seizoen 2008/09 werd gehouden op 13 mei 2008. Lazio Roma nam het in het Stadio Olimpico in Rome op tegen Sampdoria. Het duel eindigde op 1-1 en werd uiteindelijk na strafschoppen gewonnen door Lazio. Het was de eerste keer sinds 1982 dat een strafschoppenreeks voor de beslissing zorgde.

## Finale

### Wedstrijdgegevens
|                   |                                                          |       |                                                                   |                                                                                     |
| 13 mei 2009 20:45 | Lazio Roma                                               | 1 – 1 | Sampdoria                                                         | Stadio Olimpico, Rome Toeschouwers: 68.000 Scheidsrechter: Roberto Rosetti (Italië) |
| 13 mei 2009 20:45 | Zárate 4'                                                |       | 31' Pazzini                                                       | Stadio Olimpico, Rome Toeschouwers: 68.000 Scheidsrechter: Roberto Rosetti (Italië) |
| 13 mei 2009 20:45 | Strafschoppen                                            |       |                                                                   | Stadio Olimpico, Rome Toeschouwers: 68.000 Scheidsrechter: Roberto Rosetti (Italië) |
| 13 mei 2009 20:45 | Ledesma Rocchi Rozehnal Kolarov Zárate Lichtsteiner Dabo | 6 – 5 | Cassano Palombo Pazzini Gastaldello Accardi Delvecchio Campagnaro | Stadio Olimpico, Rome Toeschouwers: 68.000 Scheidsrechter: Roberto Rosetti (Italië) |

| Lazio | Sampdoria |

| Lazio Roma:    |    |                      |        |
|                |    |                      |        |
| GK             | 86 | Fernando Muslera     |        |
| RB             | 2  | Stephan Lichtsteiner |        |
| CB             | 13 | Sebastiano Siviglia  | 54'    |
| CB             | 22 | David Rozehnal       |        |
| LB             | 3  | Aleksandar Kolarov   |        |
| RM             | 5  | Cristian Brocchi     | 105'   |
| CM             | 24 | Cristian Ledesma     |        |
| CM             | 6  | Ousmane Dabo         |        |
| LM             | 17 | Pasquale Foggia      | 8' 80' |
| CF             | 19 | Goran Pandev         | 73'    |
| CF             | 10 | Mauro Zárate         |        |
| Wisselspelers: |    |                      |        |
| GK             | 1  | Juan Pablo Carrizo   |        |
| MF             | 11 | Stefano Mauri        |        |
| FW             | 18 | Tommaso Rocchi       | 73'    |
| DF             | 29 | Lorenzo De Silvestri | 105'   |
| DF             | 32 | Ştefan Radu          |        |
| FW             | 81 | Simone Del Nero      | 80'    |
| DF             | 87 | Modibo Diakité       |        |
| Coach:         |    |                      |        |
| Delio Rossi    |    |                      |        |

| Sampdoria:      |    |                      |          |
|                 |    |                      |          |
| GK              | 1  | Luca Castellazzi     |          |
| CB              | 16 | Hugo Campagnaro      |          |
| CB              | 6  | Stefano Lucchini     | 26' 98'  |
| CB              | 5  | Pietro Accardi       | 61'      |
| DM              | 21 | Paolo Sammarco       | 91'      |
| DM              | 19 | Daniele Franceschini | 87'      |
| RM              | 23 | Marius Stankevičius  |          |
| AM              | 17 | Angelo Palombo       | 110'     |
| LM              | 46 | Mirko Pieri          |          |
| CF              | 10 | Giampaolo Pazzini    |          |
| CF              | 99 | Antonio Cassano      |          |
| Wisselspelers:  |    |                      |          |
| MF              | 20 | Marco Padalino       |          |
| DF              | 28 | Daniele Gastaldello  | 98' 112' |
| MF              | 40 | Gennaro Delvecchio   | 87' 100' |
| GK              | 83 | Antonio Mirante      |          |
| DF              | 84 | Andrea Raggi         |          |
| MF              | 88 | Daniele Dessena      | 91'      |
| FW              | 89 | Guido Marilungo      |          |
| Coach:          |    |                      |          |
| Walter Mazzarri |    |                      |          |

1922 ·
1923–1935 ·
1936 ·
1937 ·
1938 ·
1939 ·
1939 ·
1939 ·
1939 ·
1939 ·
1944–1957 ·
1958 ·
1959 ·
1960 ·
1961 ·
1962 ·
1963 ·
1964 ·
1965 ·
1966 ·
1967 ·
1968 ·
1969 ·
1970 ·
1971 ·
1972 ·
1973 ·
1974 ·
1975 ·
1976 ·
1977 ·
1978 ·
1979 ·
1980 ·
1981 ·
1982 ·
1983 ·
1984 ·
1985 ·
1986 ·
1987 ·
1988 ·
1989 ·
1990 ·
1991 ·
1992 ·
1993 ·
1994 ·
1995 ·
1996 ·
1997 ·
1998 ·
1999 ·
2000 ·
2001 ·
2002 ·
2003 ·
2004 ·
2005 ·
2006 ·
2007 ·
2008 ·
2009 ·
2010 ·
2011 ·
2012 ·
2013 ·
2014 ·
2015 ·
2016 ·
2017 ·
2018 ·
2019 ·
2020 .
2021 .
2022 .
2023 .
2024 .